# Flaga stanowa Minnesoty
Ciemnoniebieski wielokąt przypomina swoim kształtem Minnesotę natomiast jego barwa symbolizuje nocne niebo. Znajdująca się na nim biała ośmioramienna gwiazda stanowi odwołanie do jej dewizy brzmiącej “L’étoile du Nord" (Gwiazda Północna) ze względu na to ,że był to kiedyś najbardziej wysunięty na północ stan USA. Pozostałą część flagi wypełnia kolor jasnoniebieski reprezentujący jeziora oraz rzeki.
Została zaprojektowana przez Andrew Prekkera.
Przyjęta 11 maja 2024. Proporcje 3:5

## Flagi historyczne

1983-2024 (zastąpiona przez obecną)
1957-1983
1893-1957